# Индекс цен производителей
Индекс цен производителей, ИЦП (Producer Price Index, PPI) — показатель среднего уровня изменения цен на сырьё, материалы и товары промежуточного потребления относительно базисного периода с точки зрения продавцов. Используется для пересчета в сопоставимые цены максимально детализированных компонентов ВНП.
Индекс с фиксированным набором весов, отслеживающий изменения в ценах, по которым продают свои товары национальные производители на оптовом уровне реализации. PPI охватывает все стадии производства: сырье, промежуточные стадии, готовую продукцию, а также все сектора: промышленность, добычу, сельское хозяйство. Цены импортных товаров в него не входят, но оказывают влияние на него через цены импортируемого сырья и комплектующих. Таким образом, главное отличие его от индекса потребительских цен в том, что он охватывает только товары, но не услуги, и на оптовом уровне их реализации.